# Wladislaus Onufrowicz
Wladislaus Napoleon Sigismund Onufrowicz (* 1854 oder 1856 in Jenisseisk, Sibirien; † 1899 in Montreux) war ein polnisch-schweizerischer Arzt.
Onufrowicz studierte an der Universität Zürich Medizin, wo er Schüler von August Forel war. 1880 wurde er in die Schweiz eingebürgert. 1887 wurde er in Zürich mit der Schrift „Das balkenlose Mikrocephalengehirn Hofmann; ein Beitrag zur patholog. und normalen Anatomie des menschl. Grosshirnes“ promoviert. Onufrowicz und Forel haben den sogenannten Fronto-occipital Fasciculus beschrieben. Sein jüngerer Bruder war Bronislaw Onuf-Onufrowicz, der den sog. Onuf-Nucleus im Rückenmark beschrieben hat. 
1891 heiratete Onufrowicz in Solothurn Johanna Josefa Antonia Roth von Bellach, Tochter des Professors Peter Johann Roth-Thomann. Bei der Gründungsversammlung der Zunft zu den drei Königen im Jahre 1897 amtierte Onufrowicz als Zunftpfleger.

## Werke
- Ueber Samariterwesen & Krankenpflege: Oeffentlicher Vortrag gehalten in Enge-Zürich zur Eröffnung eines Samariter- und Krankenpflegekurses. 18. November 1893. Zürich, E. Leemann, 1894